# راندي دايموند
راندي دايموند (بالإسبانية: Randy Diamond)‏ (14 يناير 1987 في هندوراس - ) هو مدرب كرة قدم ولاعب كرة قدم هندوراسي في مركز الهجوم. لعب مع جيجيانغ غرينتاون ونادي ماراثون ونادي بلاتنسي وC.D. Real Juventud ‏.

## وصلات خارجية
- راندي دايموند على موقع قاعدة بيانات كرة القدم.إي يو (الإنجليزية)
- راندي دايموند على موقع Soccerway.com (الإنجليزية)